# Iain Percy
Iain Bryden Percy (Southampton, 21 marzo 1976) è un velista britannico.
Ha vinto tre medaglie olimpiche nella vela: una medaglia d'oro alle Olimpiadi 2000 di Sydney nella classe Finn, una medaglia d'oro alle Olimpiadi 2008 di Pechino nella classe Star e una medaglia d'argento alle Olimpiadi 2012 tenutesi a Londra anche in questo caso nella classe Star.
Ha partecipato anche alle Olimpiadi 2004 senza conseguire medaglie.
A livello mondiale ha vinto due medaglie d'oro (2002 e 2010), una medaglia d'argento (2012) e quattro medaglie di bronzo (2003, 2004, 2005 e 2007), tutte nella classe Star; mentre a livello europeo ha ottenuto due medaglie d'oro (2005 e 2009) sempre nella Star.